# Dalch-Ocziryn Sugar
Dalch-Ocziryn Sugar – mongolska zapaśniczka w stylu wolnym. Brązowa medalistka mistrzostw Azji w 2004 roku.